# Абдуллах ибн аль-Мутазз
Абдуллах ибн аль-Мутазз аль-Муртада (861, Самарра — 29 декабря 908, Багдад) — багдадский халиф из династии Аббасидов, арабский поэт и филолог IX—X веков.

## Биография
Ибн аль-Мутазз был сыном свергнутого с престола и умершего в темнице халифа Аль-Мутазза. Родился в халифской резиденции, получил превосходное образование и, как и прочие, не имевшие шансов на престол, аббасидские принцы, по большей части предавался рассеянному образу жизни.
Некоторое время Ибн-аль Мутазз провёл при дворе своего двоюродного брата, халифа аль-Мутадида, которого он в стихах превозносил как мудрого правителя, прекратившего царившие в стране смуты и мятежи и укрепившего власть Аббасидов. С воцарением следующего халифа, Али аль-Муктафи, в 902 году, Ибн аль-Мутазз покидает двор, но в смутное время, наступившее после смерти аль-Муктафи, оказался втянутым в династическую борьбу и на один день (17 декабря 908 года), захватил халифский престол. Однако уже на следующий день был свергнут придворной гвардией во главе с собственным племянником и через несколько дней казнён.

## Творчество
Ибн аль-Му`тазз начал рано сочинять стихи и заниматься теорией поэтического искусства. Излюбленные жанры его были любовные песни(газели), описания природы, застольные песни. Есть в его диване и касыды, восхваляющие деятельность халифа ал-Му`тадида, однако по манере и звучанию они сильно отличаются от прочих касыд-панегириков того времени, так как высокое положение избавляло поэта от необходимости заискивать перед сильными мира сего.
Ибн аль-Мутазз был подлинный знаток древнеарабской поэзии, постоянно разрабатывавший её традиционные образы, ставшие в средние века каноническими. В то же время он уделял внимание и новому стилю, привнесённому в арабскую поэзию поэтами VIII—IX веков. Наиболее сильно древняя, бедуинская поэтическая традиция у него проявляется в стихах, посвящённых красоте природы, а также в любовной лирике.
Манера стихосложения Ибн аль-Мутазза является безукоризненной по вкусу и изяществу, а его язык наделён богатейшим воображением. Творчество этого поэта считалось его современниками и остаётся и по сегодняшний день одной из вершин арабской поэзии.